# NGC 767
NGC 767 je galaksija u zviježđu Kit.

## Vanjske poveznice
- SEDS: NGC 767